# Відкритий чемпіонат Японії з тенісу 1996
Відкритий чемпіонат Японії з тенісу 1996 - чоловічий і жіночий тенісний турнір, що проходив на відкритих кортах з твердим покриттям Ariake Coliseum в Токіо (Японія). Належав до турнірів серії Campionship в рамках Туру ATP 1996, а також серії Tier III в рамках Туру WTA 1996. Тривав з 15 до 21 квітня 1996 року. Піт Сампрас і Кіміко Дате здобули титул в одиночному розряді.

## Фінальна частина

### Одиночний розряд, чоловіки
Піт Сампрас —  Річі Ренеберг 6–4, 7–5
- Для Сампраса це був 4-й титул за сезон і 42-й за кар'єру.

### Одиночний розряд, жінки
Кіміко Дате —  Емі Фрейзер 7–5, 6–4
- Для Дате це був 1-й титул за рік і 6-й — за кар'єру.

### Парний розряд, чоловіки
Тодд Вудбрідж /  Марк Вудфорд —  Марк Ноулз /  Рік Ліч 6–2, 6–3
- Для Вудбріджа це був 5-й титул за сезон і 45-й - за кар'єру. Для Вудфорда це був 6-й титул за сезон і 49-й - за кар'єру.

### Парний розряд, жінки
Кіміко Дате /  Ай Суґіяма —  Емі Фрейзер /  Кімберлі По 7–6, 6–7, 6–3
- Для Дате це був 2-й титул за сезон і 7-й — за кар'єру. Для Суґіями це був єдиний титул за сезон і 3-й — за кар'єру.